# Un revenant plein d'esprit
Pour plus de détails, voir Fiche technique et Distribution.

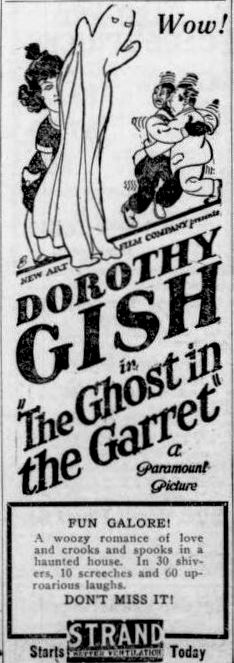
Annonce pour le film.

Un revenant plein d'esprit (titre original : The Ghost in the Garret) est un film muet américain réalisé par F. Richard Jones et sorti en 1921.

## Synopsis
Une jeune femme détective amateur est confrontée à deux cambrioleurs dans une vieille maison

## Fiche technique
- Titre original : The Ghost in the Garret
- Réalisation : F. Richard Jones
- Scénario : Fred Chaston, Wells Hastings
- Société de production : New Art Film Company, Famous Players-Lasky Corporation
- Société de distribution : Paramount Pictures
- Durée : 50 minutes
- Date de sortie : février 1921

## Distribution
- Dorothy Gish : Delsie O'Dell
- Downing Clarke : Gilbert Dennison
- Mrs. David Landau : femme de Dennison
- William Parke Jr. : Bill Clark
- Ray Grey : Oscar White
- Walter P. Lewis : le majordome de Dennison
- Mary Foy : cuisinière de Dennison
- Frank Badgley : Det. O'Connor
- Frank Hagney : escroc
- Tom Blake : escroc
- William Nally : escroc
- Porter Strong : escroc